# Tentato colpo di stato in Somalia del 1978
Il tentato colpo di stato in Somalia del 1978 fu un violento tentativo di colpo di Stato che ebbe luogo nella Repubblica Democratica Somala il 9 aprile 1978, contro il regime di Mohammed Siad Barre. La CIA stima che al colpo di stato, guidato dal colonnello Mohamed Osman Irro, abbiano partecipato circa 24 ufficiali, 2 000 soldati e 65 carri armati. Dopo il fallito colpo di stato, 17 presunti cospiratori, tra cui Osman, furono sommariamente giustiziati da un plotone di esecuzione.
La maggior parte dei cospiratori facevano parte delle tribù migiurtine.